# Teràpia de reorientació sexual
La teràpia de reorientació sexual o teràpia de conversió és una pràctica pseudocientífica enfocada a intentar canviar la orientació sexual d'una persona, normalment bisexual o homosexual a heterosexual. Aquestes pseudoteràpies s'enfoquen a disminuir els desitjos o comportaments no heteronormatius utilitzant teràpies d'aversió, la psicoanàlisis, l'oració i en alguns casos extrems, la violació correctiva.
No hi ha cap evidència fiable que l'orientació sexual pugui ser canviada i diverses institucions mèdiques alerten que aquestes pràctiques són ineficaces i que poden ser perjudicials per aquestes persones. Diferents organitzacions governamentals dels Estats Units i del Regne Unit alerten de la manca d'ètica i de la poca validesa d'aquestes teràpies. Diversos governs d'arreu del món han prohibit per llei les teràpies de conversió, i són considerades un delicte d'odi.
L'Associació Psiquiàtrica americana (APA) s'oposa al tractament psiquiàtric ja que està "basat en la suposició que l'homosexualitat per se és un desordre mental i assumeix que una persona hauria de canviar la seva orientació sexual". A més considera que els intents de canviar l'orientació sexual d'una persona per professionals de la psiquiatria no és una pràctica ètica. També alerta que les teràpies de conversió promouen idees pseudocientífiques basades en falses creences que poden desencadenar en un augment de la LGBTfòbia.
La majoria d'institucions que promouen les teràpies de conversió són grups fonamentalistes cristians i altres organitzacions que utilitzen la religió com a justificació que l'homosexualitat és una malaltia i que per tant es necesiten aquestes teràpies per "curar" aquestes persones.